# Spankammer

Fräser im Schnitt mit Spankammern

Die Spankammer (oder auch Spanraum) ist eine Vertiefung zwischen den Schneiden von Zerspanungswerkzeugen zur Aufnahme der abgetrennten Späne während des Schneideneingriffs. Verlässt die Schneide das Werkstück, dann liegt die dahinterliegende Kammer frei; die Späne können hinausfallen beziehungsweise ausgeblasen oder ausgespült werden vom Kühlschmiermittel.
Die Größe der Spankammern richtet sich nach dem Volumen der anfallenden Späne, welches von der Schnittbreite und Schnitttiefe abhängig ist. Sind die Spankammern zu klein, drohen die Schneide oder das komplette Werkzeug zu brechen, da nachrückende Späne den Druck auf das Werkzeug und vor allem auf die bearbeitete Fläche erhöhen und so vermehrt Reibung entsteht. Bei fortschreitender Spanbildung steigt bei rotierenden Werkzeugen (Bohrer, Fräser …) das nötige Drehmoment, sonst die Kraft, bis das Werkzeug nicht mehr schneidet oder bricht. Schneidengeometrie und Schneidstoffbelastbarkeit setzen der Spankammergestaltung enge Grenzen, so dass sie nicht immer optimal an das Spanvolumen angepasst werden kann.
Bei einer Säge beispielsweise bilden die Vertiefungen zwischen den Zähnen, die Zahnlücken, die Spankammern.